# Saul and David
Saul and David è un cortometraggio muto del 1909 diretto da J. Stuart Blackton conosciuto anche con il titolo completo Saul and David: The Biblical Story of the Shepherd Boy Who Became King of the Israelites.

## Produzione
Il film fu prodotto dalla Vitagraph Company of America.

## Distribuzione
Distribuito dalla Vitagraph Company of America, il film - un cortometraggio in una bobina - uscì nelle sale cinematografiche statunitensi il 27 febbraio 1909.